# ライカー・プロダクションズ
ライカー・プロダクションズ（Lyca Productions）は、2014年にSubaskaran Allirajahによってチェンナイに設立された。インドの映画制作、配給会社及び映画プロダクションスタジオ。
Lycamobileのサブグループ (Lycaグループの一員) であるこの制作スタジオは、インドで制作されたタミル語映画、ヒンディー語映画、テルグ語映画、マラヤーラム語映画の制作と配給に携わっている。
同社は2018年公開の 「ロボット2.0」（40-60億インドルピー）、2022年公開の 「Ponniyin Selvan: I」及び翌年公開の「Ponniyin Selvan: II」 （合わせて50億インドルピー）などのタミル語映画史上最大規模の予算を投じた映画を制作及び配給してきた。